# 譚麟
谭麟（13世纪?—1280年），元朝初期江西民变首领，以白莲教起家。元朝灭亡南宋不久，元世祖至元十七年（1280年）四月，谭麟随都昌（今江西省都昌）人杜可用举旗反元，义军达万余人，杜可用自号杜圣人，称天王，年号万乘。以谭麟为副天王，都昌西山寺僧为国师。元朝江淮行省参知政事史弼率军镇压，杜可用、譚麟与骨干数十人被俘杀。